# Sharock Kamyab
Sharock Kamyab, född 1944 i Iran, är en författare, krönikör och socionom. Han tog en Fil.kand vid Teherans statliga universitet 1966, samt Fil.mag vid Stockholms universitet. Kamyab har arbetat med flykting- och invandrarfrågor, bland annat som expert/avdelningsdirektör på Statens invandrarverk. Han har även skrivit krönikor i Svenska Dagbladet. Sharock Kamyab är medlem i Sveriges Författarförbund.